# Йоаким I Константинополски
Йоаким I Константинополски (на гръцки: Ιωακείμ Α΄) е православен духовник, вселенски патриарх в края на XV и началото на XVI век.

## Биография
По отношение на ранния живот на Йоаким преди да стане вселенски патриарх е известно, че е бил митрополит на Драмска епархия, че е бил млад, не особено добре образован, но способен в църковните дела и много добродетелен. През есента на 1498 година е избран за патриарх с подкрепата на грузинския цар Константин II Картлийски, замествайки патриарх Нифонт II, който на свой ред е подкрепян от влашкия владетел Раду IV Велики.
Като патриарх Йоаким е доста популярен. Когато заминава за Грузия да събере средства, митрополитът на Силиврийска епархия предлага на султана хиляда жълтици, за да бъде назначен на мястото на Йоаким, но паството на Йоаким събира същата сума и я дава на султана, за да предотврати свалянето на патриарха си. През пролетта на 1502 година обаче Йоаким е свален от султан Баязид II, когато става ясно, че Йоаким е наредил строежа на каменна църква без да има разрешение за това.
След свалянето на Йоаким е избран отново Нифонт II, но той отказва да приеме избора и след това влашкият владетел насочва подкрепата си към Пахомий, който е избран в началото на 1503 година и управлява около година до началото на 1504 година, когато поддръжниците на Йоаким събират 3500 жълтици, с 500 повече от обикновената сума, плащана на султана за назначаване за патриарх, и го възстановяват на престола.
Вторият патриархат на Йоаким продължава само няколко месеца. Малко след избора си той заминава на север, за да възстанови добрите си отношения с политическите си противници, но и Раду IV и молдавският владетел Богдан III отказват да се примирят с него. Йоаким умира в 1504 година, по време на пътуването си във Влашко, в Търговище или в Дръстър и е наследен отново от Пахомий I.